# Condado de Fulton (Kentucky)
El condado de Fulton es un condado localizado en el estado de Kentucky, Estados Unidos de América. Fue establecido en 1845, y recibe su nombre de Robert Fulton, ingeniero e inventor estadounidense, conocido por desarrollar el primer barco de vapor que fue un éxito comercial. Según el censo del 2000, su población era de 7.752 habitantes. La sede del condado es Hickman.

## Historia
Tras los Terremotos de Nueva Madrid de 1811 y 1812, el río Misisipi cambió de curso, alterando los límites interestatales. El estado de Tennessee impugnó la inclusión del Kentucky Bend en el condado de Fulton (Kentucky), alegando que era legalmente parte del condado de Obion, hasta al menos 1848, pero Tennessee finalmente desistió de su reclamación.

## Geografía
De acuerdo con la Oficina del Censo de los Estados Unidos, el condado tiene un área total de 597 km², de los cuales 541 km² son tierra y 56 km² (9,37%) es agua. Unos 45 km² del condado están separados del resto del estado por el río Misisipi, lo que requiere viajar a través Tennessee para alcanzar el exclave llamado Kentucky Bend.

### Condados adyacentes
- Condado de Misisipi (Misuri) (noroeste, atravesando el río Misisipi)
- Condado de Hickman (nordeste)
- Condado de Obion (Tennessee) (sur)
- Condado de Lake (Tennessee) (sudoeste)
- Condado de Nuevo Madrid (Misuri) (oeste, atravesando el río Misisipi)

## Demografía
Según el censo de los Estados Unidos del 2000, había 7.752 personas, 3.237 viviendas y 2.113 familias residiendo en el condado. La densidad de población era de 14 habitantes por kilómetro cuadrado. Había 3.697 unidades de alojamiento, con una densidad media de 7 por km². La distribución racial del condado estaba formada por un 75,12% de blancos un 23,19% de negros o afroamericanos, un 0,12% de nativos americanos, un 0,31% de asiáticos, un 0,32% de otras razas y un 0,94% de dos o más razas. El 0,72% de la población era de origen hispano o latino de cualquier raza.
En las 3.237 viviendas había un 29,30% de niños por debajo de los 18 años de edad viviendo en ellas, un 44,40% eran parejas casadas, un 18,00% tenía una mujer sin un marido presente y un 34,70% no eran familia. El 32,30% de todas las viviendas estaba compuesta por una sola persona y el 16,20% tenía alguien viviendo solo con 65 o más años de edad. La ocupación media de vivienda era de 2,32 miembros y la familia media de 2,92.
En el condado la población por edades se distribuye de la siguiente manera: el 24,90% tiene menos de 18 años de edad, el 8,90% de 18 a 24, el 25,50% de 25 a 44, el 23,20% de 45 a 64 y el 17,50% 65 años de edad o más. La edad media era de 38 años. Por cada 100 mujeres había 87,70 varones. Por cada 100 mujeres de 18 años o más había 82,00 varones.
Los ingresos medios en una vivienda del condado eran de 24.382$, y los ingresos medios de una familia eran 30.788$. Los varones tenían unos ingresos medios de 26.401$ frente 19.549$ de las mujeres. La renta per cápita del condado eran 14.309$. Aproximadamente el 20,10% de las familias y el 23,10% de la población estaban por debajo del umbral de pobreza, de los que el 32,30% tenían menos de 18 años de edad y 16,00% 65 años o más.

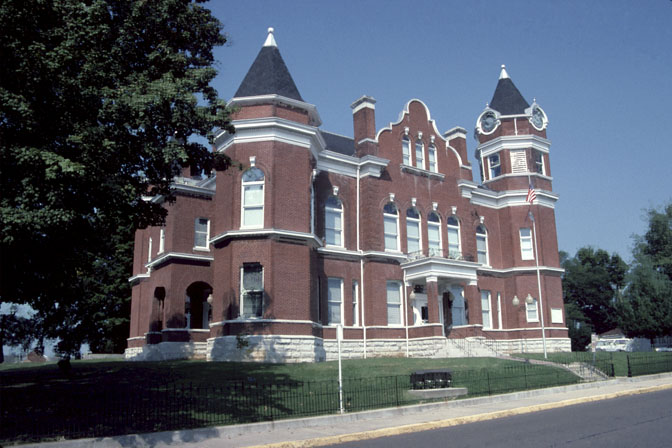
Tribunal del condado de Fulton en Hickman. Construido en 1903.

## Ciudades y pueblos
- Fudge
- Fulton
- Hickman

- Véase también: Kentucky Bend

## Escuelas
- Fulton County School District
- Fulton Independent Schools